# Industria petroquímica

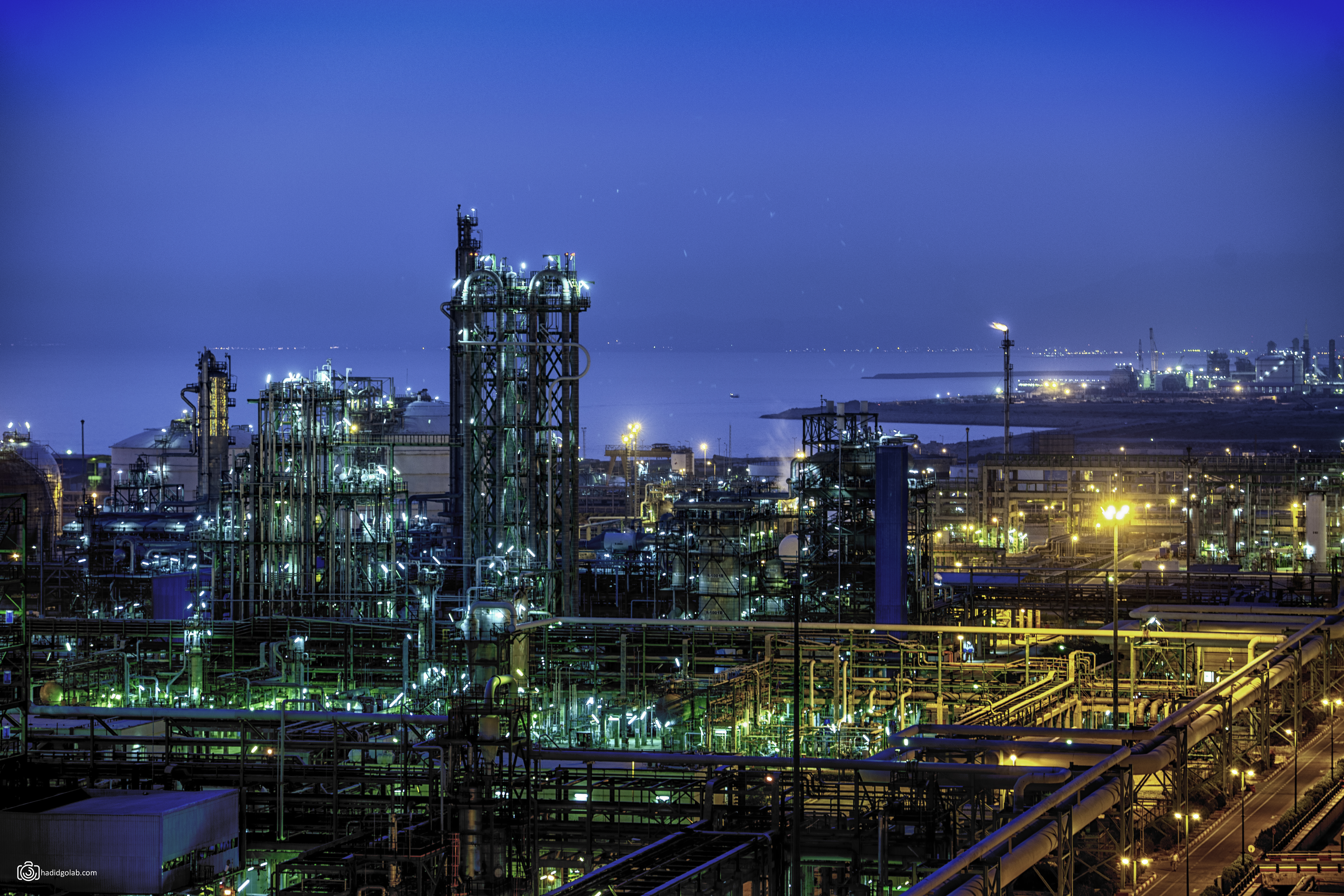
Jampilen Petrochemical co., Asaluyeh, Irán

La industria petroquímica se ocupa de la producción y el comercio de productos petroquímicos. Una parte importante está constituida por la industria de los plásticos (polímeros). Interactúa directamente con la industria del petróleo, especialmente con el sector downstream. La industria petroquímica es una plataforma fundamental para el crecimiento y desarrollo de importantes cadenas industriales.

## Compañías
Las diez principales empresas petroquímicas mundiales en función de los ingresos de 2008; excluye las empresas estatales:
| Compañía                            | País           | Ingresos 2008 $ (miles de millones) |
| ----------------------------------- | -------------- | ----------------------------------- |
| BASF                                | Alemania       | 62.30                               |
| Dow Chemical                        | EE. UU.        | 57.51                               |
| Químico ExxonMobil                  | EE. UU.        | 55                                  |
| Industrias LyondellBasell           | Países Bajos   | 51                                  |
| INEOS                               | Reino Unido    | 47                                  |
| SABIC                               | Arabia Saudita | 37.66                               |
| Corporación de Plásticos de Formosa | Taiwán         | 31.5                                |
| Sumitomo                            | Japón          | 16.65                               |
| DuPont                              | EE. UU.        | 31.83                               |
| Chevron Phillips                    | EE. UU.        | 13                                  |

## Conferencias
- Conferencia de la Industria Petroquímica de Asia
- Congreso Internacional de Petroquímica de la AFPM[3]

## Asociaciones
- Fabricantes estadounidenses de combustibles y productos petroquímicos (AFPM)
- Asociación Petroquímica Europea
- Asociación de Petroquímicos y Químicos del Golfo

## Premios
- Medalla por la Explotación de los Recursos Minerales y el Desarrollo de los Complejos de Petróleo y Gas de Siberia Occidental
- Premio al Patrimonio Petroquímico[4]